# Little Langdale Tarn
Der Little Langdale Tarn ist ein See im Lake District, Cumbria, England. Der See liegt im Little Langdale Tal am östlichen Fuß des Wrynose Passes und westlich des Elter Water.
Der Tarn entstand in der Eiszeit, als Gletscher das Bild des heutigen Lake Districts formten und war am Ende der letzten Eiszeit bis zu dreimal größer, als er es heute ist.
Der River Brathay und der Greenburn Beck sind seine beiden Zuflüsse im Westen des Sees. Der River Brathay ist sein Abfluss im Osten. Auf Luftaufnahmen aus dem Jahr 1972 kann man noch ein Delta an der Mündung des Greenburn Beck in den See erkennen, dieses Delta ist auf Aufnahmen aus dem Jahr 1983 nicht mehr zu erkennen. Eine mögliche Ursache könnte im Bruch des Dammes am Greenburn Reservoir im Winter 1979/80 liegen.
Der See und das ihn umgebende Land sind seit 1965 ein Site of Special Scientific Interest (SSSI). Der See ist von seiner Artenvielfalt her ein typischer nährstoffarmer See. Seine Umgebung zeigt einen zerstörten Übergang vom See durch die verschiedenen Vegetationszonen in seiner Umgebung.